# Avicularia aurantiaca
Avicularia aurantiaca is een spin uit de familie vogelspinnen (Theraphosidae) en lid van het geslacht Avicularia.

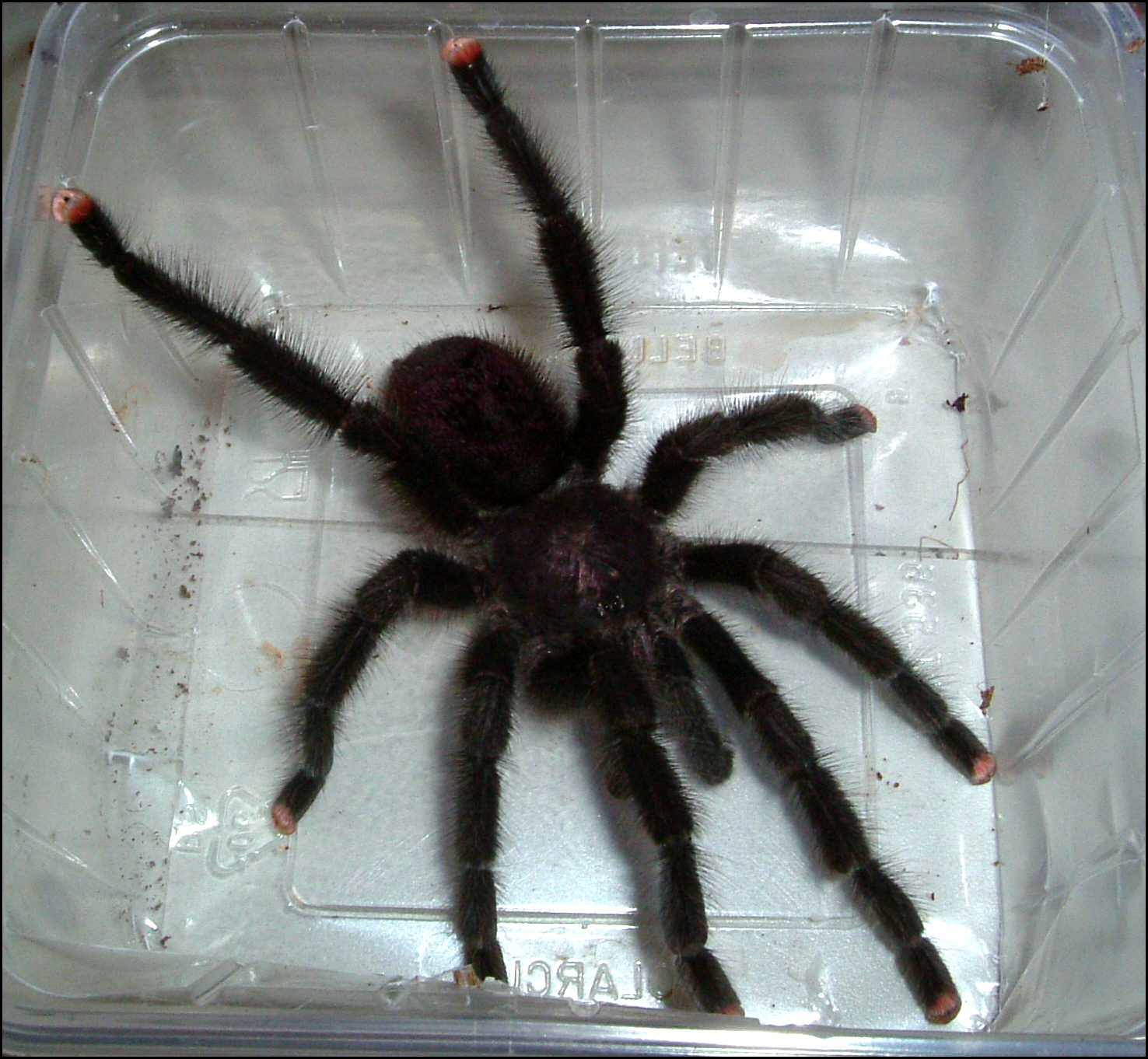
Volwassen mannetje

Avicularia aurantiaca wordt zo'n 5 tot 7 centimeter lang. De kleur is bruingrijs, de beharing van achterlijf en poten is bruinwit van kleur, op het kopborststuk geelbruin. Vlak voor de vervelling kleurt de spin zwart. De bandering op de poten is geel van kleur, de sterk gelijkende spin Avicularia walckenaeri heeft hier een oranje kleur.
Avicularia aurantiaca is endemisch in Peru en leeft in bossen.